# Jill Freedman
Jill Freedman (Pittsburgh, 19 de octubre de 1939-Manhattan, 9 de octubre de 2019) fue una fotógrafa documentalista de calle estadounidense.

## Trayectoria
Freedman nació en el vecindario Squirrel Hill de Pittsburgh. Era judía, hija de un vendedor ambulante y una enfermera. De adulta, cuando estaba fotografiando en Irlanda, bromeaba diciendo: "Soy judía, pero adopté Irlanda como mi viejo país". En 1961, se graduó en Sociología en la Universidad de Pittsburgh. En 1964, llegó a la ciudad de Nueva York donde consiguió varios trabajos temporales, incluido el de redactora publicitaria. Descubrió la fotografía casualmente mientras experimentaba con la cámara de un amigo.
Tras la universidad, Freedman se trasladó a Israel, donde trabajó en un Kibutz. Cuando se quedó sin ingresos, empezó a cantar para ganarse la vida en París y en un programa de variedades de televisión en Londres.

Se instaló en la ciudad de Nueva York en 1964, donde trabajó como creativa publicitaria. Como fotógrafa, fue autodidacta. Estuvo influenciada por el fotógrafo húngaro, André Kertész, y por el fotógrafo estadounidense, Eugene Smith, pero la ayuda principalmente le vino de su caniche Fang:
"Cuando estaba caminando por la calle con Fang, vi todo, sentí todo. Tenía un gran instinto. Me enseñó a mirar, porque nunca se le escapaba nada".
Andy Grundberg también señaló en su estilo las influencias de otros fotógrafos como Smith, Henri Cartier-Bresson, Don McCullin, Leonard Freed y Weegee, pero agregaría que: "Para apreciar [sus] fotografías uno necesita considerar su sustancia, no su estilo (...) Las relaciones humanas, especialmente los lazos de hermandad, la fascinan". Al enterarse del asesinato de Martin Luther King, Freedman dejó su trabajo y se fue a Washington D.C. Vivió en Resurrection City, un barrio marginal construido en National Mall en 1968 y que fotografió. Las fotografías de esta serie se publicaron en Life, y se recopilaron en su primer libro, Old News: Resurrection City, en 1970. A.D. Coleman escribió sobre el libro:
Se trata de una declaración muy personal y a la vez muy objetiva, llena de pasión, calidez, humor y tristeza. Las imágenes de Freedman son hábiles y potentes; su texto es ingenioso, sardónico y honesto, extravagantes reflexiones y conmovedores momentos de autorrevelación. Un libro valiente y conmovedor.
Luego, Freedman vivió en un Volkswagen Transporter, siguiendo al Clyde Beatty-Cole Brothers Circus. Durante dos meses, fotografió "dos espectáculos diarios y uno cada domingo. Siete semanas de una sola noche", moviéndose por Nueva York, Massachusetts, Nueva Jersey, Rhode Island, Nuevo Hampshire, Vermont, Pensilvania y Ohio. Quería fotografiar a los artistas como personas: "Si quisiera hacer monstruos, haría chicos con corbata en un clima de 100 grados de temperatura, para mí eso son los monstruos"  La obra fue publicada en el libro, Circus Days, en 1975. Coleman escribió:
[Las fotografías exponen] tanto las respuestas de la fotógrafa a la gente como las personalidades de sus sujetos. Los momentos que selecciona son significativos tanto emocionalmente como gráficamente. Sus imágenes excluyen lo ajeno de manera discreta, y su sentido del tiempo y el gesto... es sorprendente.
También, fotografió la entonces sórdida zona de la calle 42 y la escena artística en Studio 54 y SoHo. En 1975, Freedman comenzó a fotografiar a los bomberos de Harlem y el Bronx. Este trabajo le llevó dos años durante los vivió con los bomberos, durmiendo en el coche del jefe y en el suelo. El resultado fue el libro, Firehouse, publicado en 1977, según una reseña, un libro "defectuoso"... por la mala reproducción y diseño inepto".
Algunos de los bomberos habían sido policías anteriormente y sugirieron que Freedman podría fotografiar el trabajo policial. A Freedman no le gustaba la policía, pero pensaba que debía haber buenos policías entre ellos. Para su serie Street Cops (1978–1981), acompañó a la policía a una zona de la ciudad de Nueva York que incluía Alphabet City y Times Square, donde pasó un tiempo con aquellos que consideraba buenos policías. El trabajo dio lugar al libro, Street Cops. Un crítico contemporáneo de Popular Photography comenzó observando que "el apasionado ensayo fotoperiodístico de ayer" era "una especie en peligro de extinción", antes de decir que vivía en fotolibros como este. El crítico describió esta obra como "[la celebración] del heroísmo, la compasión y el humor de los profesionales de la policía de Nueva York", y señaló que el libro "es tradicional y satisfactorio porque logra una combinación que rara vez tiene éxito, o incluso se intenta, en estos días: una fusión orgánica de la palabra y la fotografía".

Sobre fotografiar en Nueva York en esa época:
Escondida detrás de una cámara, [Freedman] encontró a sus sujetos donde otros no miraban: "mendigos, mendigos, gente durmiendo en la calle", la policía y los bomberos, la gente arrastrada a tierra por fuerzas mayores que ellos mismos. "Es el teatro de las calles", dijo. "Cuanto más raro, mejor".
Durante los años setenta, se asoció por poco tiempo con la Agencia Magnum, pero no llegó a ser miembro. Quería contar historias a través de la fotografía, pero también quería evitar los procesos necesarios para conseguir encargos, por lo que se fijó sus propias tareas. Tenía dificultades para ganarse la vida, pero vendía copias en un puesto instalado en el exterior del edificio del Met Breuer. En 1983, el crítico del New York Times, Andy Grunberg, reconoció su fotografía callejera en blanco y negro en Nueva York, asociando a Freedman con Lee Friedlander, Fred R. Conrad, Bruce Davidson, Roy DeCarava, Bill Cunningham, Sara Krulwich y Rudy Burckhardt.
En 1988, descubrió que estaba enferma. Los gastos médicos le obligaron a dejar su apartamento de Sullivan Street Playhouse. En 1991, se trasladó a Miami Beach, lugar que no le satisfacía pero en el que podía leer mucho. Trabajaba ocasionalmente para el Miami Herald. También logró publicar un libro de fotos de perros que fue elogiado por "[desafiar] las imágenes cliché" de este tipo de fotografías. También publicó el segundo de los dos libros de fotos sobre Irlanda, del que Publishers Weekly comentó que "captura con amor los aspectos perdurables de la tradición irlandesa".
Alrededor de 2003, regresó a Nueva York. Estaba sorprendida y entristecida por su desinfección durante su ausencia: "Cuando vi que habían convertido la calle 42 en Disneylandia (...) Me quedé allí y lloré". Se trasladó a un lugar cerca de Morningside Park en 2007, donde siguió viviendo en 2015. 
Al principio de su carrera, Freedman quedó cautivada por el proceso de impresión fotográfica. Fotografió en Kodak Tri-X y le gustaba usar una 35mm y luz disponible, y para imprimir en papel Agfa Portriga Rapid. A finales de 2016, no tenía un cuarto oscuro. Hizo hincapié en que la cámara, ya sea de película o digital, es simplemente una herramienta. En una entrevista, citó con aprobación a Elliott Erwitt por intentar hacer un trabajo excelente y no ser aburrido, y como las cuestiones técnicas y la posteridad no deberían ser una preocupación.
Fue una de los 13 fotógrafos que fotografiaron Nueva York en Everybody Street, una película de 2013 de Cheryl Dunn. Junto con Richard Kalvar, Alex Webb, Rebecca Norris Webb, Maggie Steber y Matt Stuart, fue invitada al Miami Street Photography Festival de 2016, celebrado en el History Miami Museum durante la semana de Art Basel.

Grundberg escribió en 1982, que "La indignación por la injusticia es la clave principal en el trabajo [de Freedman], la admiración por los supervivientes de la vida, la clave menor". Maggie Steber ha dicho de Freedman:
Creo que ha sido muy poco reconocida... Para mí, Jill es una de las grandes fotógrafas estadounidenses. Siempre lo ha sido y siempre lo será.
En 2016, la obra y la carrera de Freedman, especialmente sus imágenes de la ciudad de Nueva York, fueron objeto de interés y aparecieron en múltiples artículos de Vice, incluyendo su número de fotografía de 2016, y en Art Basel Miami.

## Vida personal
Tuvo su residencia en la ciudad de Nueva York. Durante su jubilación, vivió en Harlem. El 9 de octubre de 2019, Freedman murió de cáncer, en un centro de salud en Manhattan.

## Premios
- 1973: Primer premio del Concurso de fotografía de la revista New York.[cita requerida]
- 1973: Fondo Nacional de las Artes, Beca de Fotografía.[cita requerida]
- 1974: Beca de fotografía del Programa de Servicio Público para Artistas Creativos (CAPS) del Consejo de las Artes del Estado de Nueva York.[39]
- 1982: Premio de periodismo AJ Muste - Rex Stewart for Street Cops.
- 1982: Medalla Leica a la excelencia (primera receptora).
- 1983: National Endowment for the Arts, beca de fotografía grupal para el Lower Manhattan.
- 1984: Sociedad Estadounidense de Fotógrafos de Revistas (ASMP), Premio de libro de fotografías.
- 1994: Fundación Alicia Patterson, Beca para el Holocausto, 50 años después. [40]
- 2001: Royal Photographic Society, Beca Honorífica.[41]